# Symbole Ontario

## Flaga

Flaga Ontario

Czerwony prostokąt o proporcjach 1:2. W lewym górnym rogu widnieje flaga Wielkiej Brytanii, a pośrodku części prawej, umieszczony jest herb Ontario.

## Herb

Herb Ontario

Na tarczy dwudzielnej w pas, w polu górnym srebrnym czerwony krzyż świętego Jerzego. W polu dolnym zielonym trzy liście klonu wyrastające z jednej gałązki.
W wersji wielkiej tarczę herbowa podtrzymują łoś (z prawej) i jeleń kanadyjski. W klejnocie kroczący czarny niedźwiedż. Pod tarczą wstęga z dewizą "Ut incepit fidelis sic permanet".
Herb prowincji został nadany przez królową Wiktorię 26 maja 1868 roku.